# Cavariella nigra
Cavariella nigra är en insektsart. Cavariella nigra ingår i släktet Cavariella och familjen långrörsbladlöss. Inga underarter finns listade i Catalogue of Life.